# جلب و تغییر
جلب و تغییر (انگلیسی: Bait-and-switch) نوعی روش کلاهبرداری است که  غالبا در کسب و کارهای خرده‌فروشی استفاده می‌شود اما در زمینه‌های دیگر نیز به کار می‌رود.
روش کار بدین صورت است که اولاً، مشتریان توسط تبلیغات بازرگانان با قیمت پایین «جلب» می‌شوند، اما هنگامی که مشتریان از فروشگاه بازدید می‌کنند، متوجه می‌شوند که کالاهای تبلیغ شده در دسترس نیستند، یا مشتریان توسط فروشندگان تحت فشار قرار می‌گیرند تا محصولات مشابه، اما اقلام قیمت گذاری شده بالاتر را در نظر بگیرند. («تغییر»)